# Kákics
Kákics je selo na jugu Republike Mađarske.
Zauzima površinu od 14,89 km četvornih.

## Zemljopisni položaj
Nalazi se na 45° 54' 9" sjeverne zemljopisne širine i 17° 51' 10" istočne zemljopisne dužine.
Marača je 2,5 km sjeverozapadno, Okrag je 1,5 km sjeverno, Ostrovo je 3,5 km jugoistočno, kotarsko sjedište Šeljin je 2 km južno, a Bogdašin je 5 km jugozapadno.

## Upravna organizacija
Upravno pripada Šeljinskoj mikroregiji u Baranjskoj županiji. Poštanski broj je 7958. 

## Povijest
Kákics se u povijesnim dokumentima 1410. spominje kao Kakych.
Pripadalo je obiteljima Traun, Battyáni, a od 1848. obitelji Drašković.

## Stanovništvo
Kákics ima 225 stanovnika (2001.). Mađari su većina. Romi čine više od desetine stanovništva, a u selu je i manji broj Hrvata. 2/3 stanovnika su rimokatolici, a oko četvrtine stanovnika su kalvinisti.

## Promet
Kroz selo prolazi željeznička prometnica Šeljin-Selurinac, a u selu je željeznička postaja.

## Vanjske poveznice
- Kákics na fallingrain.com